# Universität Örebro
Die Universität Örebro (schwedisch: Örebro universitet) ist eine staatliche Universität in der schwedischen Stadt Örebro mit rund 15.000 Studenten und 1.100 wissenschaftlichen Angestellten.
Die Universität geht auf die 1977 gegründete Hochschule Örebro (schwedisch: Högskolan i Örebro) zurück und erhielt 1999 den Status einer Universität. Sie gliedert sich heute in vier Fakultäten:
- Fakultät für Wirtschafts-, Natur- und Technikwissenschaft
- Fakultät für Human- und Sozialwissenschaften
- Fakultät für Medizin und Gesundheitswissenschaften
- Zentrum für Lehrerausbildung

Das Motto der Universität ist Dulce est sapere.
Unter den ehemaligen Studenten sind der Fußballtrainer Sven-Göran Eriksson und Göran Persson, ehemaliger Ministerpräsident von Schweden, zu erwähnen. Persson, der 1969–1971 in Örebro Soziologie studierte, aber nie abschloss, erhielt 2005 von der Universität den Ehrendoktor, was zu einiger Kritik führte.

## Medizinstudium
Seit 2011 hat die ORU das Recht, Ärzte zu examinieren; im Januar 2011 haben die ersten Studenten das Studium aufgenommen. Um des steigenden Platzbedarfs Herr zu werden, wurde ein neues Gebäude im Anschluss an das Universitätskrankenhaus Örebro gebaut (Campus USÖ) und 2014 eingeweiht. Durchgeführt wird die Ausbildung vom Institut für Ärzteausbildung (ILU) innerhalb der Fakultät für  Medizin und Gesundheitswissenschaften.

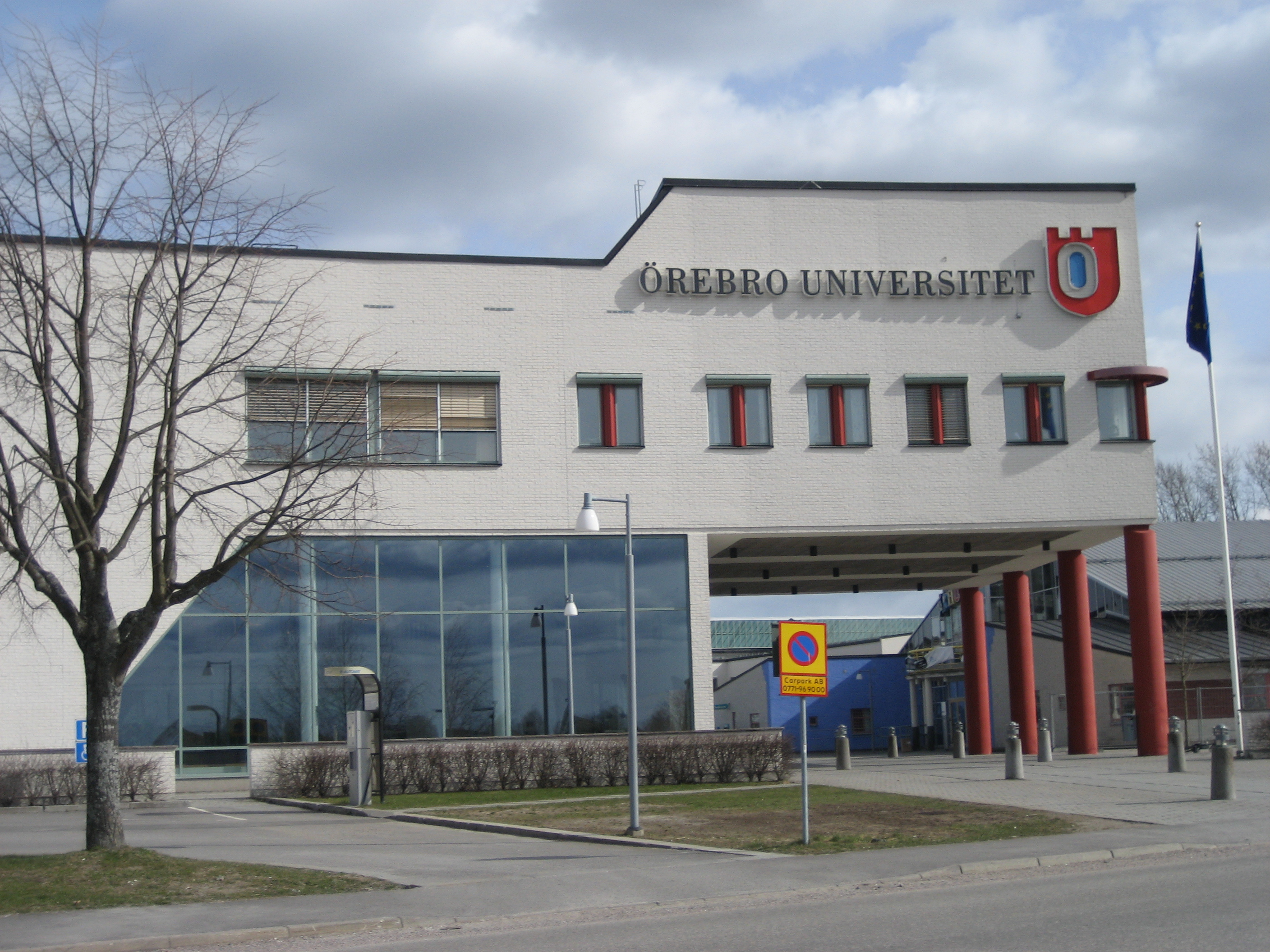
Hauptgebäude (Entréhuset)
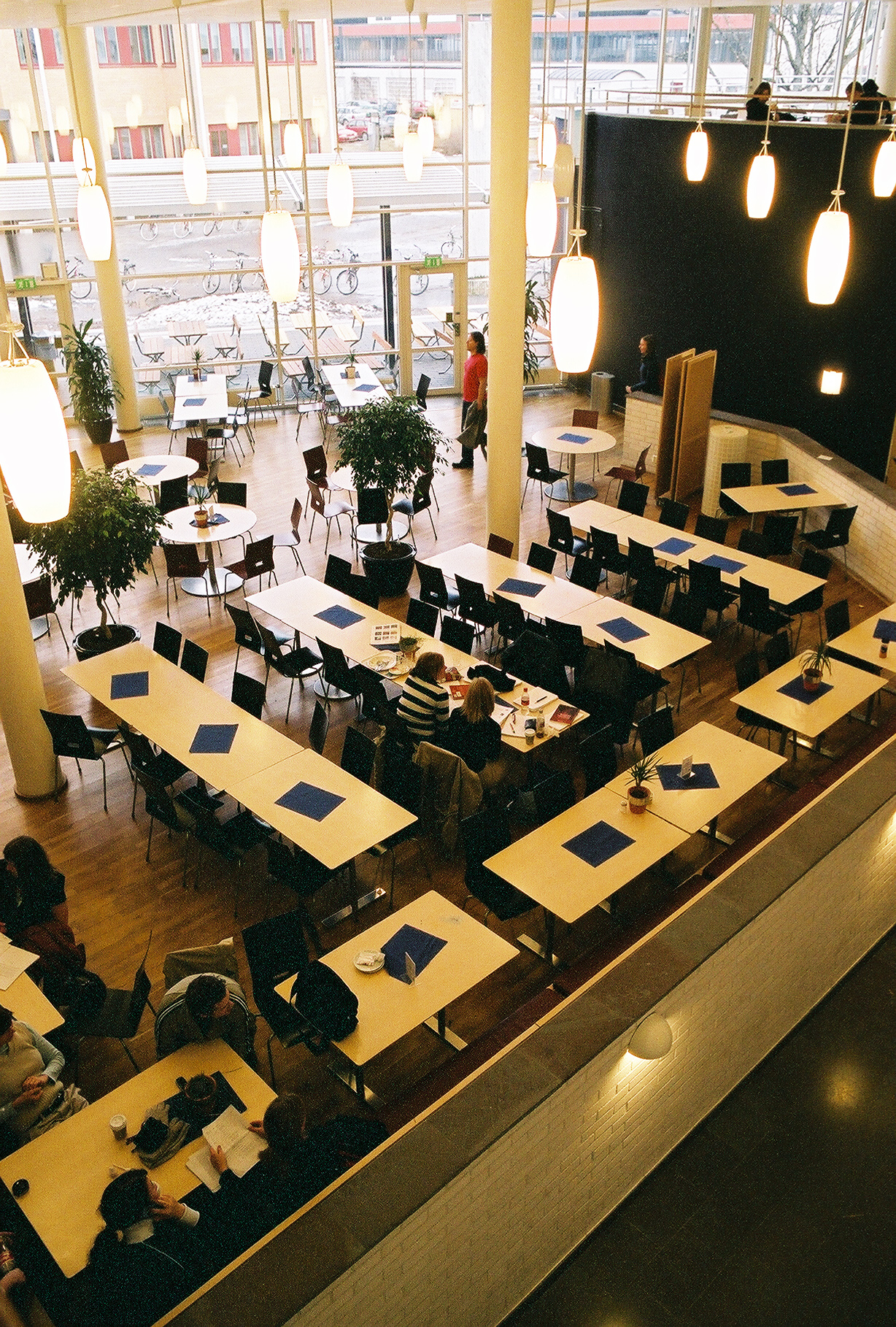
Forumshaus (Forumhuset)
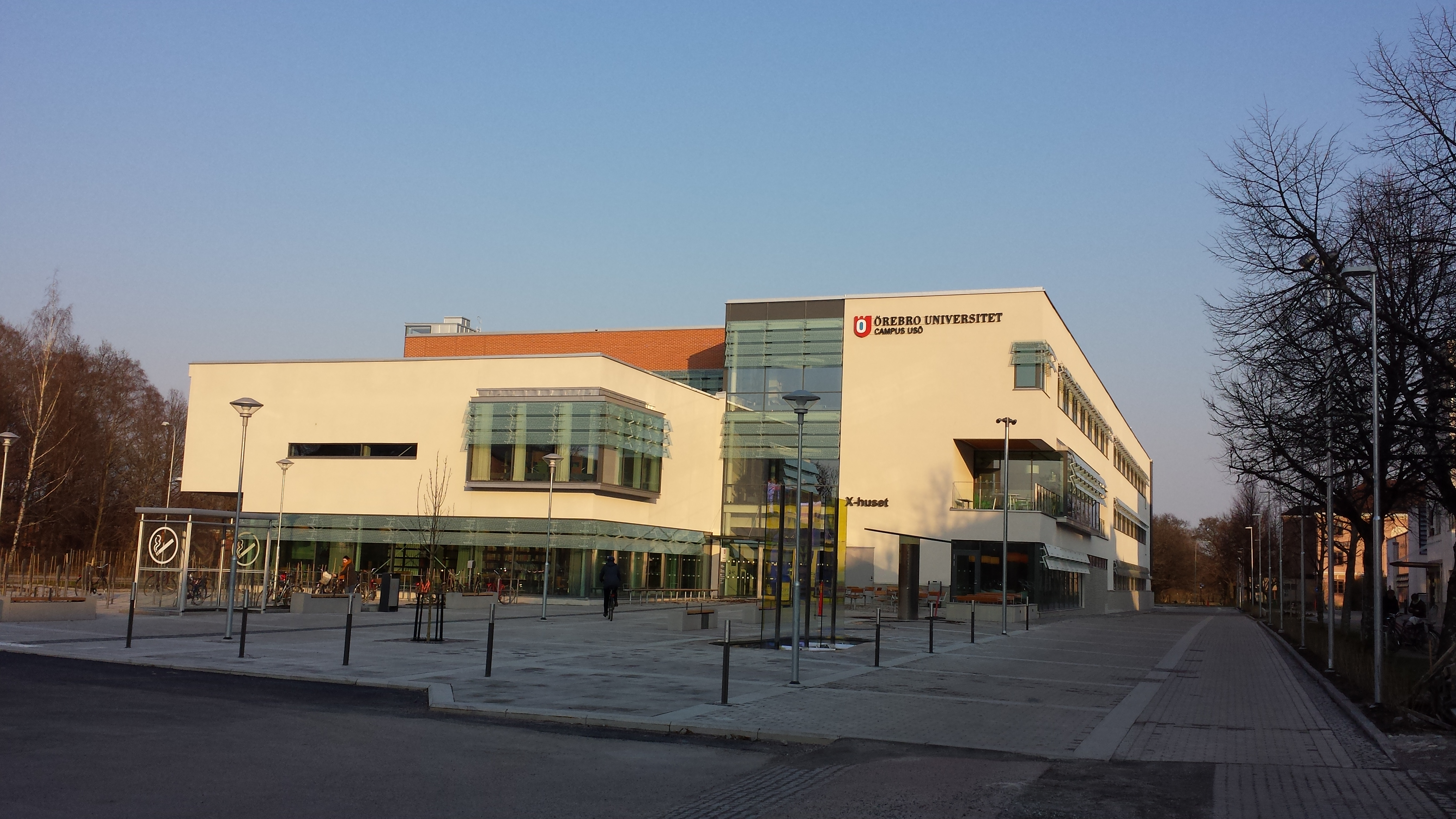
Campus USÖ (Campus USÖ)

## Bekannte Professoren
- Lars Gustafsson (1936–2016), Philosoph und Schriftsteller
- Anna G. Jónasdóttir (* 1942), isländische Politikwissenschaftlerin